# Nchumbulu
El nchumbulu és una llengua guang septentrional que es parla a l'oest del llac Volta, a la regió Brong-Ahafo. Hi ha entre 1.800 i 2.400 parlants de nchumbulu. Els nchumbulus són els membres del grup ètnic que tenen el nchumbulu com a llengua materna. El seu codi ISO 639-3 és nlu i el seu codi al glottolog és nchu1238.

## Família lingüística
Segons l'ethnologue, el nchumbulu forma part del subgrup de llengües guangs septentrionals, que formen part de la família de les llengües kwa, que són llengües Benué-Congo. Les llengües guangs septentrionals són el foodo, el dompo, el dwang, el foodo, el gikyode, el ginyanga, el gonja, el chumburung, el kplang, el nawuri, el krache, el nkami, el nkonya i el tchumbuli. Segons el glottolog el nchumbulu és una de les sis llengües del subgrup de les llengües guang del riu Oti Septentrional. Les altres llengües d'aquest grup són el dwang, el chumburung, el kplang, el krachei el tchumbuli.

## Situació territorial i pobles veïns
Els nchumbulus viuen en tres aldees a prop de Kplang, a l'oest del llac Volta a la regió Brong-Ahafo.

## Dialectes i semblança amb altres llengües
El nchumbulu no té cap dialecte i és semblant al chumburung i al dwang.

## Sociolingüística, estatus i ús de la llengua
El nchumbulu és una llengua vigorosa (EGIDS 6a): Tot i que no està estandarditzada, és utilitzada per persones de totes les edats i generacions en totes les situacions, tant a la llar com entre la societat i la seva situació és sostenible. El nchumbulu no està escrit i els nchumbulus també parlen l'àkan.